# Port lotniczy Josefa Camejo
Aeropuerto Josefa Camejo – port lotniczy zlokalizowany w miejscowości Las Piedras, na półwyspie Paraguaná w Wenezueli.